# Чофени (Васлуј)
Чофени (рум. Ciofeni) насеље је у Румунији у округу Васлуј у општини Заподени. Oпштина се налази на надморској висини од 179 m.

## Становништво
Према подацима из 2002. године у насељу је живело 175 становника, од којих су сви румунске националности.